# Musée de l'émigration de Gdynia
Le Musée de l'émigration (en polonais : Muzeum Emigracji) est un musée situé dans la ville de Gdynia, en Pologne. Ouvert au public le 16 mai 2015, il retrace l'histoire de 200 ans d'émigrations polonaises, du XIXe siècle à nos jours. Il est situé dans l'ancienne gare maritime, qui, des années 1930 jusqu'en 1979, était un bâtiment de transit d'où des milliers d'émigrants polonais partaient pour leur nouvelle patrie. Le bâtiment a été rénové à la mi-2014 pour un coût de 49,3 millions PLN,,.
En 2018, le musée a reçu le prix Živa du meilleur musée slave décerné par le Forum des cultures slaves.